# Asociación de Mujeres Investigadoras y Tecnólogas
La Asociación de Mujeres Investigadoras y Tecnólogas (AMIT) es una organización no gubernamental española y sin ánimo de lucro de ámbito nacional integrada por investigadoras y tecnólogas de variadas disciplinas, procedentes de la universidad, el Consejo Superior de Investigaciones Científicas (CSIC) y la industria. Su objetivo primordial es promover el acceso igualitario de las mujeres a la actividad investigadora en todas las ramas del conocimiento y en sector tecnológico.

## Historia
AMIT se creó en diciembre de 2001, como consecuencia del plan de acción de la Comunidad Europea para promover la igualdad de género en la ciencia y la tecnología, que dio lugar al informe ETAN (European Technology Assessment Network), publicado en el año 2000 y promovido por el Grupo de Helsinki, donde se examina la situación de las mujeres en Ciencia en 30 países. Está registrada en España como organización sin ánimo de lucro (Registro Nacional número 168835, Secc.1.ª).
La presentación oficial de la asociación tuvo lugar el 5 de junio de 2002, en el Palacio de Congresos de Madrid, como parte de la Jornada sobre Mujer y Ciencia organizada por el ministerio de Ciencia y Tecnología dentro de los actos del semestre español de Presidencia Europea. Sucesivamente se fue presentando en universidades y centros de investigación.

## Objetivos y actividades
La AMIT es una de las organizaciones que integran la Plataforma Europea de Mujeres Científicas. Según los estatutos, sus fines principales son:
- Promover la igualdad de mujeres y hombres en el acceso a la actividad investigadora sea en las ciencias naturales o sociales, las ciencias de la materia y las humanidades.[5]
- Sensibilizar a la sociedad sobre situaciones y mecanismos de discriminación.[6]
- Conseguir la igualdad de oportunidades durante su carrera profesional para las mujeres investigadoras y tecnólogas en los ámbitos público y privado.[7]
- Elaborar recomendaciones y colaborar con otras organizaciones europeas e internacionales para facilitar el avance de las mujeres en la ciencia.

Para lograr estos objetivos, la AMIT lleva a cabo una serie de actividades e iniciativas; la principal es la organización de una Asamblea Anual en la que tiene lugar una Jornada de Debate sobre aspectos relacionados con género, ciencia y tecnología.  Para promover las vocaciones científicas y técnicas y aumentar el número de mujeres que acceden a estas áreas de conocimiento, desde 2008 la AMIT participa en la organización de jornadas dirigidas a las estudiantes de secundaria denominadas "Girl's day", con la presencia de mujeres empleadas en el sector de ciencia y tecnología, tanto en ámbitos académicos como empresariales, y visitas a institutos de investigación y empresas del sector. La asociación también colabora en la organización de cursos y ciclos de conferencias.

## Miembros

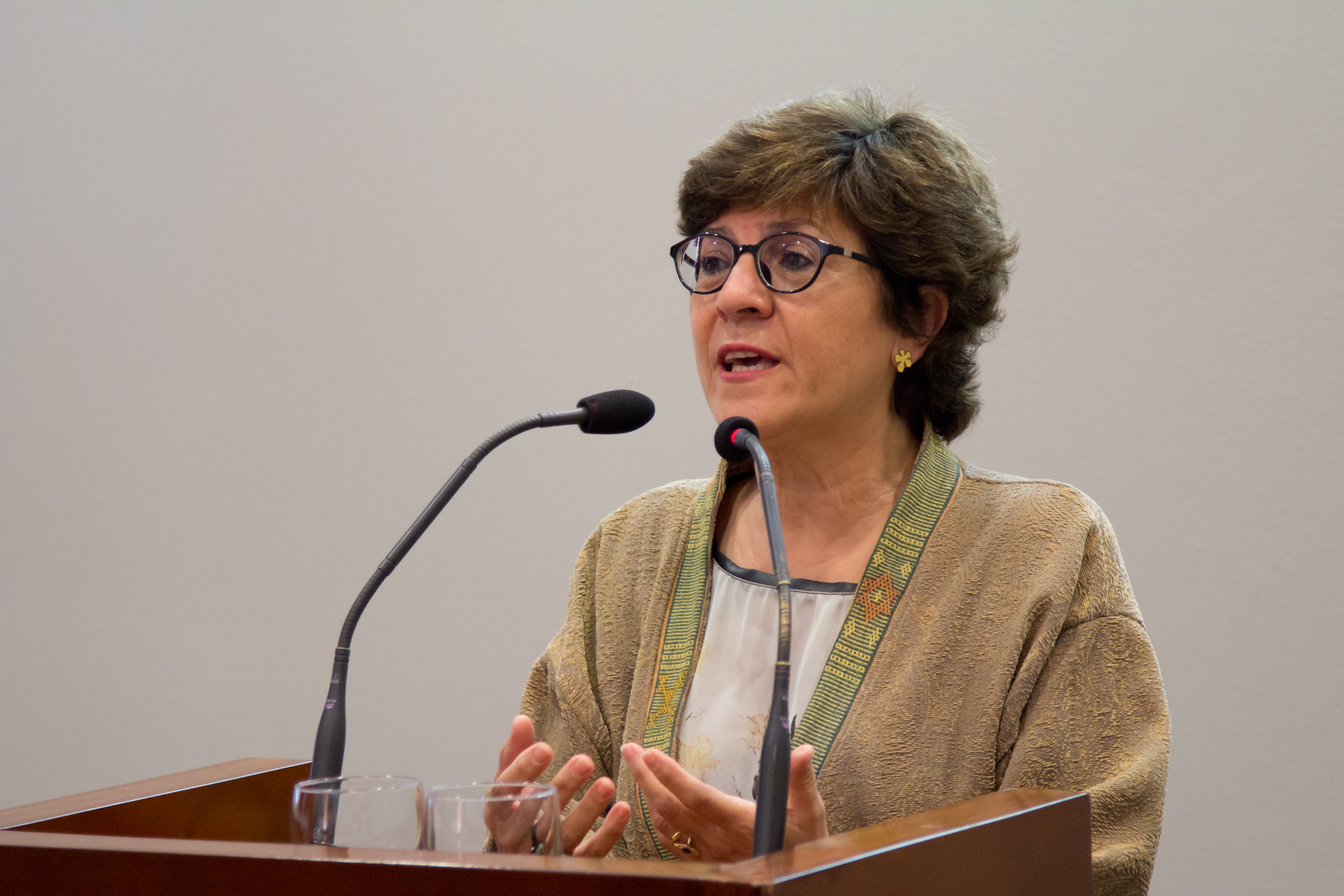
Capitolina Díaz, presidenta de la asociación, durante el editatón por la visibilidad de las científicas en Wikipedia.

La asociación cuenta con más de 700 socias, de las que más de la mitad desempaña su actividad en las ciencias experimentales, alrededor de un tercio en las disciplinas de humanidades y un 5 % en ingenierías y arquitectura. Entre 2007 y 2010, fue presidenta Carmen Vela, licenciada en Ciencias Químicas y nombrada Secretaria de Estado de Investigación, Desarrollo e Innovación en 2012. También han ocupado la presidencia:
- Capitolina Díaz, doctora en Sociología y profesora titular en el Departamento de Sociología de la Universidad de Valencia.[13]
- Pilar López Sancho, doctora en Ciencias Físicas e investigadora científica en el Instituto de Ciencia de Materiales de Madrid (CSIC) desde 1990.[14]
- Flora de Pablo, doctora en Medicina, investigadora científica del Centro de Investigaciones Biológicas de Madrid (CSIC) y desde 2007 directora general del Instituto de Salud Carlos III del Ministerio de Sanidad y Consumo.[15]